# اولك بيت الله (مقاطعة تشرام)
اولك بيت‌الله (بالفارسية: اولک بیت‌الله) هي قرية تقع في قسم بشتة ذيلايي الريفي (مقاطعة تشرام) في إيران. يقدر عدد سكانها بـ 26 نسمة .